# L’UniCo
L’UniCo ist das Campusradio der Universität Paderborn. Es ist seit dem 4. November 2009 in der Paderborner Innenstadt und der Umgebung auf der UKW-Frequenz 89,4 MHz zu empfangen. Darüber hinaus wird das Hörfunkprogramm auch per Audiostream im Internet angeboten.

## Geschichte
Im Jahr 2004 begannen an der Universität Paderborn erste Planungen für ein eigenes Campusradio. Nach Gründung des Trägervereins „L’UniCo – Campusradio Paderborn e.V.“ folgte 2006 eine Urabstimmung unter allen Studierenden, bei der sich zwar eine große Mehrheit für die Einrichtung und finanzielle Unterstützung des Campusradios aussprach, die wegen der zu geringen Wahlbeteiligung allerdings keinen Beschlusscharakter hatte; die Zustimmung wurde daraufhin vom Studierendenparlament erteilt. Anfang 2009 wurde die UKW-Sendefrequenz vergeben sowie die Zulassung bei der Landesanstalt für Medien Nordrhein-Westfalen als Hochschulradio bewilligt. Der eigentliche Sendestart erfolgte nach der Installation der Technik (Sendeantenne und Studio) am 4. November 2009. Bis zu diesem Zeitpunkt hatte L’UniCo bereits zwei Jahre als Internetradio über einen Webstream gesendet sowie Bürgerfunksendungen auf Radio Hochstift produziert.

## Programm
L’UniCo sendet an Werktagen täglich 6 bis 10 Stunden live moderiert, in der Restzeit ist redaktionell ausgewählte Musik zu hören.
Die aktuellen (Stand: 2014) Formate sind:
- Breakfast @ L’UniCo’s: Entspannt am Morgen aufstehen mit wacher Musik und aktuellen Infos zwischen Campus und der weiten Welt
- Low Pass: Tanzbare elektronische Musik in allen Varianten
- Raufaser: Das harte Format
- Wir müssen reden: Plattenbesprechungen
- Screentime: Musik aus Filmen Serien und Spielen
- Kampüsün Sesi: Der Weltempfänger, in türkischer Sprache
- Wort drauf: Alles auf HipHop
- Wegbegleiter: Klänge vom Sputnik
- Tin Pan Alley: It's Jazztime!
- Radical on Air: Neues aus dem Radical Audio Pool
- L’UniTunes: Indie und so
- Nachtschwärmer: Ruhige Töne am Abend
- Weekender: Platten auflegen für den Start ins Wochenende
- Campus & Karriere: Wort-Magazin, übernommen vom Deutschlandfunk
- Mädelsabend: In diesem Format werden verschiedene Themen angeschnitten. Jeden 2. und 4. Montag im Monat von 18 bis 20 Uhr.

| Uhrzeit       | Montag              | Dienstag            | Mittwoch            | Donnerstag          | Freitag             |
| ------------- | ------------------- | ------------------- | ------------------- | ------------------- | ------------------- |
| 7:00 – 10:00  | Breakfast@L’UniCo’s | Breakfast@L’UniCo’s | Breakfast@L’UniCo’s | Breakfast@L’UniCo’s | Breakfast@L’UniCo’s |
| 10:00 – 14:30 | Tagesrotation       | Tagesrotation       | Tagesrotation       | Tagesrotation       | Tagesrotation       |
| 14:30 – 15:00 | Campus & Karriere   | Campus & Karriere   | Campus & Karriere   | Campus & Karriere   | Campus & Karriere   |
| 15:00 – 18:00 | Tagesrotation       | Tagesrotation       | Tagesrotation       | Tagesrotation       | Tagesrotation       |
| 18:00 – 19:00 | Tagesrotation       | Tagesrotation       | Wegbegleiter        | Tin Pan Alley       | Tagesrotation       |
| 19:00 – 20:00 | Tagesrotation       | Wir müssen reden    | Screentime          | Radical on air      | Tagesrotation       |
| 20:00 – 21:00 | Low Pass            | Wir müssen reden    | Wort drauf          | L’UniTunes          | Weekender           |
| 21:00 – 22:00 | Low Pass            | Raufaser            | Wort drauf          | L’UniTunes          | Weekender           |
| 22:00 – 23:00 | Nachtrotation       | Raufaser            | Kampüsün Sesi       | Nachtschwärmer      | Nachtrotation       |
| 23:00 – 24:00 | Nachtrotation       | Schmidt und Hänel   | Nachtrotation       | Nachtschwärmer      | Nachtrotation       |

## Standort und Technik
Das Hochschulradio in Paderborn sendet aus einem professionell ausgestatteten UKW-Rundfunkstudio aus den Räumen der Universität; unter anderem steht ein professionelles Rundfunk-Mischpult DHD RM3200D zur Verfügung, weiterhin wird mit dem Sendesystem DABiS800 gearbeitet. Auch der Sender selbst ist auf dem Campusgelände untergebracht: Durch die günstige Lage des Campus über der Innenstadt Paderborns wurde ein Turm des Uni-Gebäudes als Senderstandort gewählt.

## Finanzierung
Die Mittel für den laufenden Betrieb werden unter anderem aus Zuschüssen der Studierendenschaft gedeckt. Die Kosten des Sendestarts von etwa 50.000 Euro wurden durch Studienbeitragsmittel, eine Anschubfinanzierung der Universität, Mittel der Studierendenschaft sowie eigene Einnahmen finanziert.